# Вишенська (слобода)
Вишенська (рос. Вышенская) — колишня слобода у Будо-Голубієвицькій сільській раді Базарського району Коростенської й Волинської округ.

## Населення
У 1906 році в поселенні налічувалося 46 мешканців, дворів — 9, у 1923 році — 38 мешканців, дворів — 8.

## Історія
У 1906 році — слобода Базарської волості (1-го стану) Овруцького повіту Волинської губернії. Відстань до повітового центру, м. Овруч, становила 57 верст, до волосного центру, містечка Базар — 14 верст. Найближче поштове відділення — Овруч.
У 1923 році включена до складу новоствореної Будо-Голубієвицької сільської ради, яка 7 березня 1923 року увійшла до складу новоутвореного Овруцького району Коростенської округи. Розміщувалася за 17 верст від районного центру, міст. Базар, та 1,5 версти — від центру сільської ради, с. Буда-Голубієвичі.
Знята з обліку населених пунктів до 1 жовтня 1941 року.